# Västra skogen (metrostation)
Västra skogen is een station van de Stockholmse metro, gelegen in het stadsdeel Huvudsta van de gemeente Solna en is geopend op 31 augustus 1975. De afstand tot het zuidelijke eindpunt van de blauwe route, bij Kungsträdgården bedraagt 4,3 kilometer. De verkeersleiding van de blauwe route is gevestigd in het station. Het station verwerkt 7300 reizigers per dag. 

## Geschiedenis
Het station is onderdeel van het eerste deel van de blauwe route, de nordvästrabanan van T-Centralen naar Hjulsta. In 1977 volgde een zijlijn vanaf Hallonbergen naar Akalla. Västra Skogen was een gewoon tussenstation totdat op 19 augustus 1985 de tunnel tussen Västra Skogen en Rinkeby werd geopend. Sindsdien is niet langer Hallonbergen maar Västra Skogen de noordelijke splitsing van de blauwe route, met twee takken ten noorden van het station. De tak via Solna centrum naar Akalla (T11) was al sinds 31 augustus 1975 ingebruik. De tak via Huvudsta naar Hjulsta (T10) werd op 19 augustus 1985 geopend, waarmee de T10 een eigen tunnel naar het noorden kreeg. Ten zuiden van het station hebben de beide lijnen een gezamenlijk traject tot Kungsträdgården.

## Verkeer

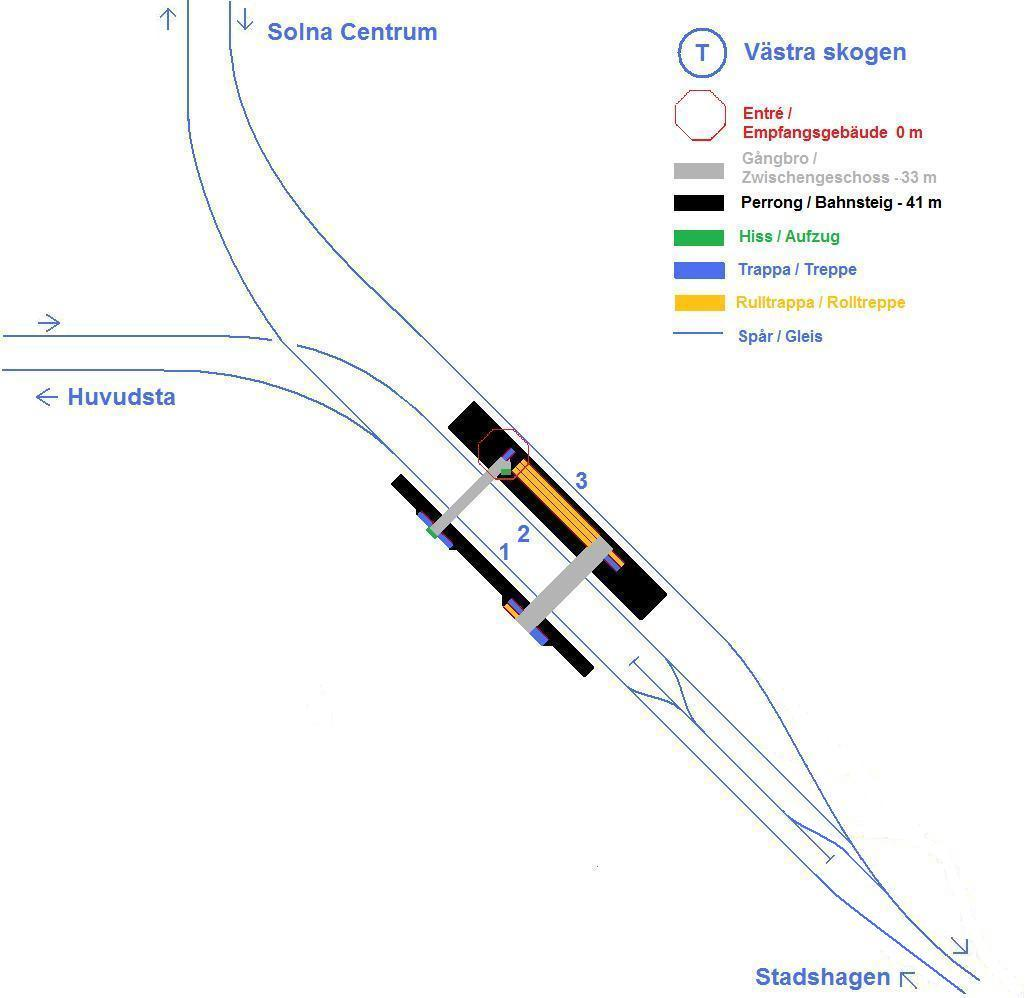
Västra skogen plattegrond

Het station heeft drie sporen, de treinen naar Hjulsta en Akalla worden afgehandeld op spoor 1. De sporen 2 en 3 worden gebruikt voor de treinen naar Kungsträdgården respectievelijk afkomstig uit Huvudsta (T10) en Solna centrum (T11). Door een eigen perron per tak wordt voorkomen dat treinen met reizigers in de tunnel moeten wachten om het station binnen te kunnen. Het is beter dat er langs een perron gewacht wordt.

## Roltrappen
Het station heeft de langste roltrappen van West-Europa. De drie evenwijdige roltrappen zijn 66 meter lang en hebben een verticale verplaatsing van 33 meter. Deze roltrappen verbinden de stationshal met de tussenverdieping in de kunstmatige grot, op 33 tot 41 meter onder het maaiveld, waarin het station gebouwd is. Het valt aan te nemen dat dit ook de langste roltrappen zullen blijven. Het station Stockholm City, dat in 2017 wordt geopend, ligt weliswaar dieper maar nieuwe veiligheidsvoorschriften beperken de lengte van nieuwe roltrappen. In Stockholm City zal de roltrap dan ook halfweg met een tussenverdieping worden onderbroken. Naast de roltrappen is ook een lift die vanuit de stationshal naar de loopbrug en de sporen 2 en 3 gaat. Spoor 1 is bereikbaar via de loopbrug en een tweede lift.
De gebruikers van de roltrappen bereiken vanaf de tussen verdieping met vaste trappen de nog 7 meter lager gelegen perrons. Vanaf de perrons naar de tussenverdieping is ook een roltrap beschikbaar.

## Naam en decoratie
Dit gedeelte van Huvudsta werd eerder Ingentingskogen (Het niets bos) genoemd, naar een kleine boerderij genaamd Ingenting. De naam Ingenting werd echter verworpen als naam voor dit station. De Zweedse kunstenaar Sivert Lindblom liet zich echter wel inspireren door de mystiek van het "Niets Bos". Meteen bij de aanleg werd een deel van het station van decoratie voorzien. In 1985 werd de decoratie van dit buitengewoon grote station met bijzondere elementen, zoals een loopbrug, gecompleteerd. De kunst bestaat onder andere uit tegelwerken met verschillende motieven op de muren en een doorlopend tegelpatroon langs de randen van de perrons. Op een aantal plaatsen is het profiel van de kunstenaar in de decoratie terug te vinden.

## Galerij

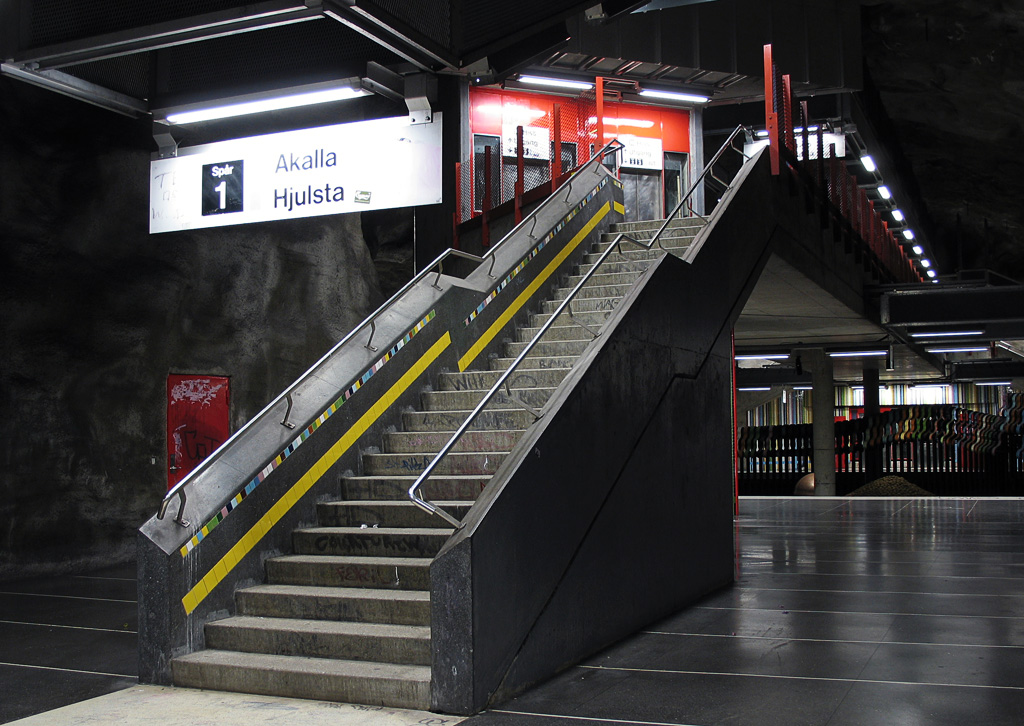
voetgangersbrug
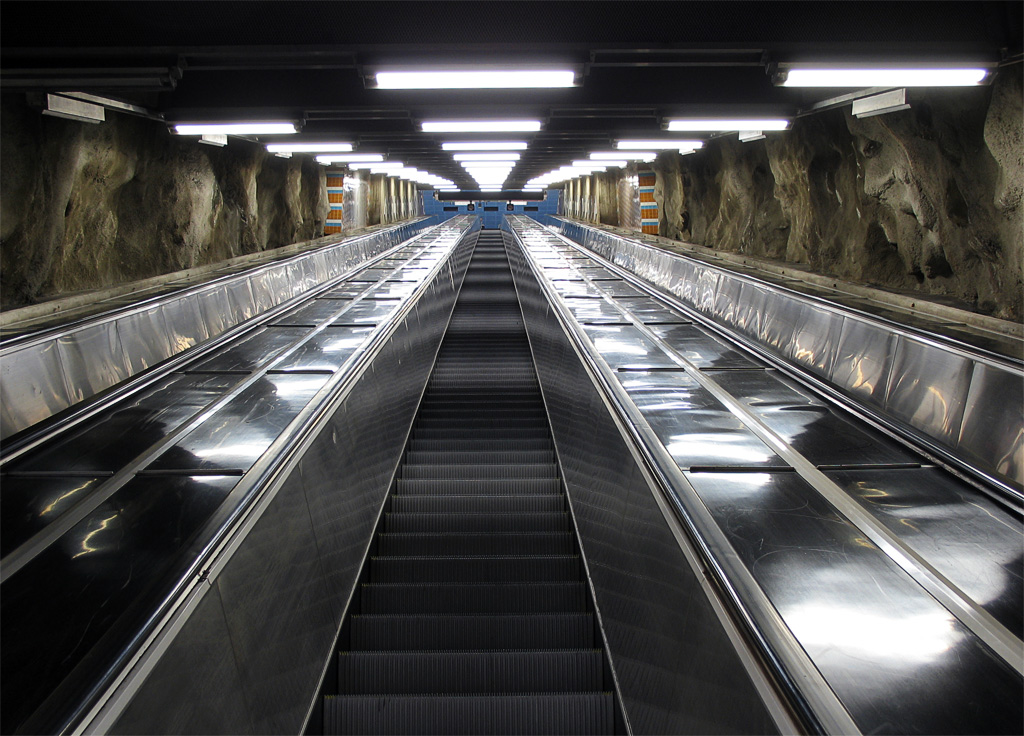
langste roltrappen
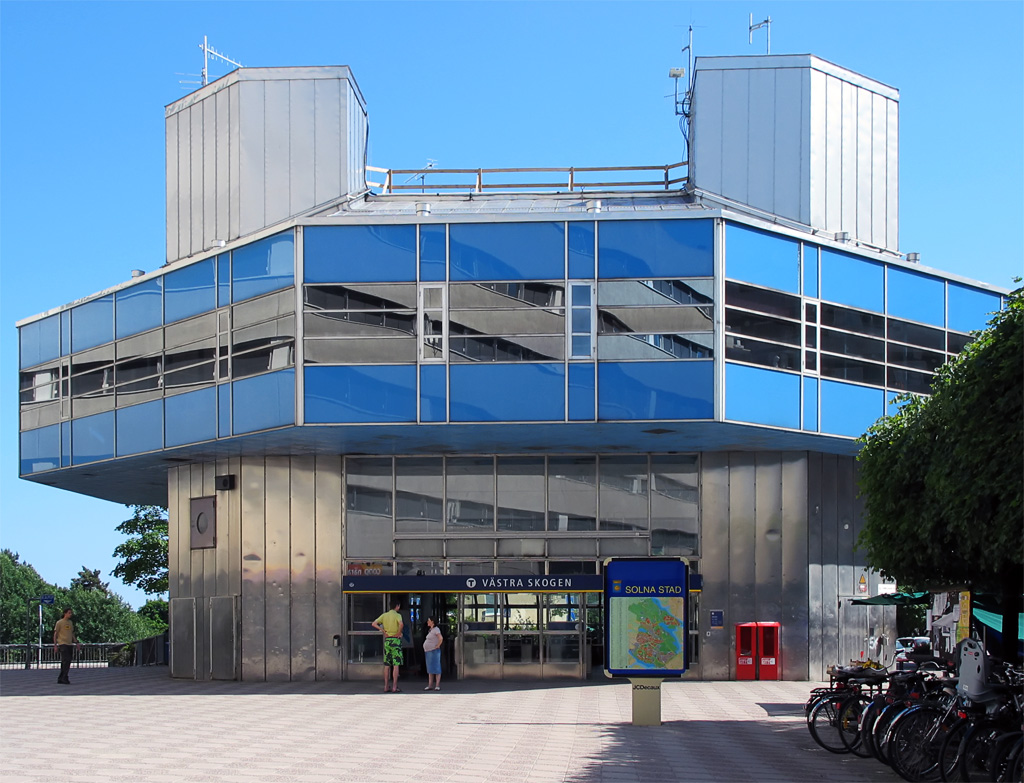
ingang
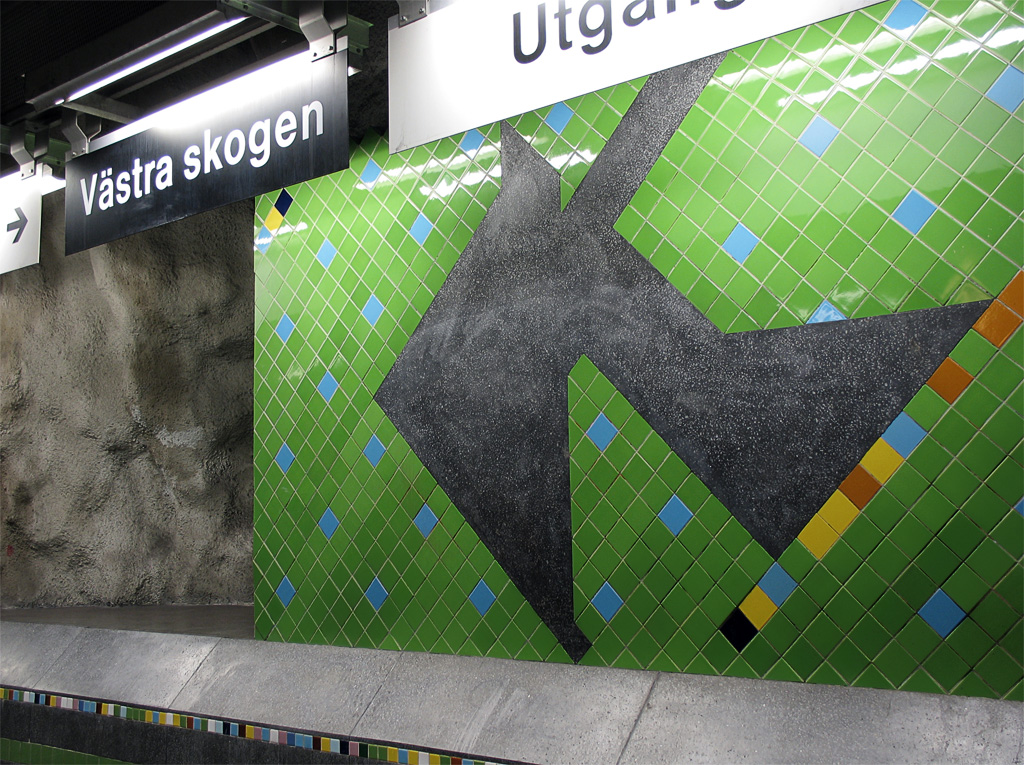
tegels van Sivert Lindblom
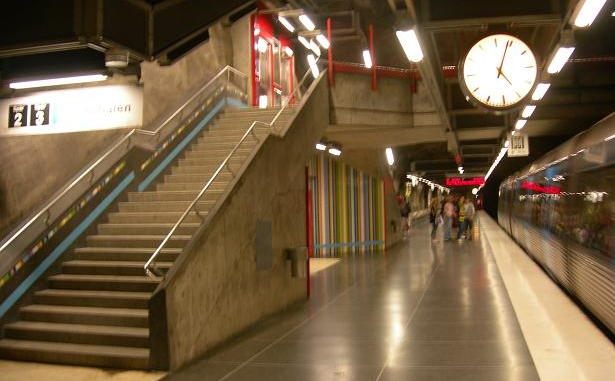
De trap en lift tussen de loopbrug en perron 1
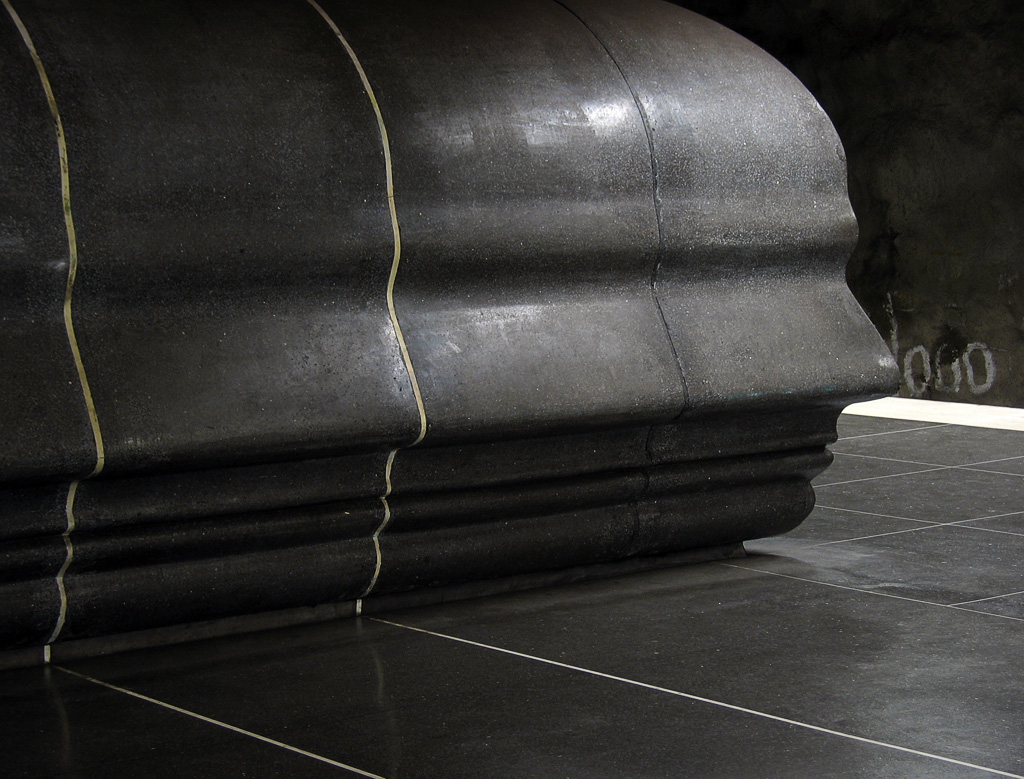
Sivert Lindblom en profil in de plint

Hjulsta ·
Tensta ·
Rinkeby · 
Rissne · 
Duvbo ·
Sundbybergs centrum · 
Solna strand · 
Huvudsta · 
Västra skogen ·
Stadshagen ·
Fridhemsplan ·
Rådhuset ·  
T-Centralen ·
Kungsträdgården · 
(Sofia) ·
(Hammarby kanal) ·  
(Sickla) ·
(Järla) ·
(Nacka centrum)
(Barkarby) ·
(Barkarbystaden)·
Akalla ·
Husby ·
Kista · 
(Kymlinge) · 
Hallonbergen · 
Näckrosen ·
Solna centrum · 
Västra skogen · 
Stadshagen ·
Fridhemsplan · 
Rådhuset ·
T-Centralen ·
Kungsträdgården · 
(Sofia) ·
(Gullmarsplan)·  
(Slakthuset) ·
(Sockenplan) ·
(Svedmyra) ·
(Stureby) ·
(Bandhagen) ·
(Högdalen) ·
(Rågsved) ·
(Hagsätra) ·
(Älvsjö)